# ユハン・アンデショーン
ユハン・グンナール・アンデショーン（Johan Gunnar Andersson, 1874年7月3日 - 1960年10月29日）はスウェーデンの地質学者、考古学者。仰韶文化や北京原人の発見など中国考古学で業績を残した。ウプサラ大学卒。
ヨハン・アンダーソンなどとも表記される。中国名は安特生。

## 経歴
第四紀研究の地質学者で1906年にスウェーデン地質調査所所長に就任し1914年から1925年まで北京地質調査所に派遣され、中国に滞在。中国各地で調査し北京市周口店で北京原人の骨と彩色土器を発見し功績を挙げた。1925年に帰国しストックホルム大学で講師になったが1937年に中国に行き中国西南部で調査をした。1927年フランス文学院よりスタニスラス・ジュリアン賞を受賞。

## 著書
- 中国遠古文化（原題:An Early Chinese Culture、1923年）
- 黄土の子等（原題:Children of the Yellow Earth、1934年）
- 中国人の先史時代研究（原題:Researches into the Prehistory of the Chinese、1943年）